# Gant Development
Gant Development SA – holdingowa spółka akcyjna (oraz emitent obligacji korporacyjnych na rynku Catalyst) notowana na Giełdzie Papierów Wartościowych w Warszawie, której podstawową działalnością jest budownictwo mieszkaniowe, głównie we Wrocławiu oraz w Opolu, Krakowie, Warszawie, Poznaniu i Gdańsku.
Do 1998 r. podstawową działalnością przedsiębiorstwa było prowadzenie sieci kantorów wymiany walut. Jednakże wraz z nadejściem boomu budowlanego, przedsiębiorstwo rozszerzyło działalność na budowanie mieszkań, co wkrótce stało się głównym źródłem dochodów spółki. W 2008 Spółka sprzedała swoją sieć kantorów za ponad 12 mln. PLN. Spółka specjalizuje się głównie w budownictwie mieszkaniowym z segmentu popularnego. Spółka zrealizowała kilkanaście inwestycji mieszkaniowych i komercyjnych, w tym zmodernizowane i otwarte w 2008 roku Centrum Handlowe Marino we Wrocławiu.
Od 2013 roku spółka ma problemy z wykupem obligacji korporacyjnych (na sierpień 2013 Gant zalega z wykupem papierów o łącznej wartości nominalnej 70 mln zł), przekłada wykup niektórych po raz trzeci. Z danych podawanych przez przedsiębiorstwo za 1Q’13 wynika, że wartość aktywów netto grupy Gant wynosi ok. 224 mln zł, natomiast Gant szuka i planuje oficjalnie emisję obligacji konsolidacyjnych na kwotę 195 mln zł. 7. lipca 2014 sąd ogłosił upadłość likwidacyjną i jednocześnie umorzył postępowanie sądowe ze względu na brak środków spółki wystarczających na przeprowadzenie postępowania likwidacyjnego. Oznacza to, że każdy z wierzycieli Ganta sam będzie musiał dochodzić zwrotu należności na drodze sądowej.
W wyniku ogłoszenia przez sąd upadłości likwidacyjnej, spółka uchwałą Zarządu Giełdy z dnia 29 kwietnia 2015 została wykluczona z obrotu na GPW od 25 maja 2015 roku.